# El campió del món
El campió del món (rus: Чемпион мира; transcrit com a Txempion mira) és una pel·lícula dramàtica russa del 2021 escrita i dirigida per Aleksei Sídorov. La pel·lícula explica la història de la rivalitat entre el venerable artista esportiu de la Unió Soviètica, el jugador d'escacs Anatoli Kàrpov, que competeix contra Víktor Kortxnoi pel títol del Campionat del món d'escacs. Es va estrenar als cinemes el 30 de desembre de 2021 a càrrec de Central Partnership. S'ha doblat i subtitulat al català.
El rodatge principal va començar el juliol de 2020 i es va allargar fins al març de 2021. Va tenir lloc a Espanya, als Països Baixos, a Tailàndia, a Filipines i a Moscou.